# Ústav jaderné fyziky Akademie věd České republiky
Ústav jaderné fyziky Akademie věd České republiky je veřejná výzkumná instituce, součást Akademie věd České republiky. Provádí vědecký výzkum v oblasti jaderné fyziky a v příbuzných vědních oborech a zabývá se aplikací jaderně fyzikálních metod a postupů v interdisciplinárních oblastech, zejména v biologii, ekologii, lékařství, radiofarmacii a materiálovém výzkumu. Ústav studuje zejména vlastnosti jaderné hmoty ve srážkách.[zdroj?]

## Historie
Ústav jaderné fyziky AV ČR byl založen v roce 1955 jako Ústav jaderné fyziky zaniklé ČSAV. V roce 1972 se ústav rozdělil na několik částí. Největší část, s převážně aplikovaným výzkumem, měla název Ústav jaderného výzkumu a přiřazena byla pod tehdejší Československou komisi pro atomovou energii. Další největší část, která se zabývá základním výzkumem, zůstala součástí tehdejší ČSAV.

### Současnost
V dnešní době se Ústav jaderné fyziky AV ČR, v. v. i., zabývá především experimentální a teoretickou jadernou fyzikou, včetně fyziky energií a fyziky těžkých iontů na rozhraní mezi jadernou a subjadernou fyzikou.